# HAVK Mladost
El HAVK Mladost (Hrvatski akademski vaterpolo klub Mladost) és un club de waterpolo de la ciutat de Zagreb, a Croàcia. Fundat el 1946, forma part de la societat esportiva HAŠK Mladost. És un dels clubs de waterpolo amb més triomfs en competicions europees.

## Palmarès
- Lliga de Campions
  - Campions (7): 1967–68, 1968–69, 1969–70, 1971–72, 1989–90, 1990–91, 1995–96
  - Finalistes (4): 1970–71, 1992–93, 1996–97, 1999–2000
- Copa LEN
  - Campions (1): 2000–01
  - Finalistes (1): 2013–14
- Recopa d'Europa
  - Campions (2): 1975–76, 1998–99
  - Finalistes (1): 2001–02
- Supercopa d'Europa
  - Campions (3): 1976, 1989, 1996
  - Finalistes (1): 1991
- Lliga Adriàtica
  - Campions (2): 2018–19, 2019–20
  - Finalistes (1): 2017–18
- Copa COMEN
  - Campions (2): 1987, 1990
- Lliga croata: 
  - Campions (10): 1991–92, 1992–93, 1993–94, 1994–95, 1995–96, 1996–97, 1998–99, 2001–02, 2002–03, 2007–08
- Copa croata
  - Campions (9): 1992–93, 1993–94, 1997–98, 1998–99, 2001–02, 2005–06, 2010–11, 2011–12, 2019
- Lliga iugoslava
  - Campions (6): 1962, 1967, 1969, 1971, 1988–89, 1989–90
- Copa iugoslava
  - Campions (1): 1988–89